# Nie na China
Nie Na China is een protestlied geschreven door Jeroen van Merwijk tegen de Olympische Zomerspelen 2008 die gehouden werden in China.Volgens de makers moeten de Spelen niet gehouden worden in een land waar men zich niet houdt aan de mensenrechten. In dit lied worden de topsporters verzocht niet naar China te gaan teneinde de Chinese regering te dwingen zich te houden aan de mensenrechten. Het lied wordt gezongen door Erik van Muiswinkel, Jeroen van Merwijk, Maarten van Roozendaal, Jack Spijkerman, Dolf Jansen, Bob Fosko, Vincent Bijlo en David Vos.